# Carl-Olov Segnestam
Carl-Olov Segnestam, född 5 mars 1910 i Uppsala, död 10 mars 1962, var en svensk psykiater.
Segnestam blev medicine licentiat vid Uppsala universitet 1938, innehade olika underläkarförordnanden på Ulleråkers sjukhus och Akademiska sjukhuset i Uppsala 1938–46, blev t.f. förste läkare på Ryhovs sjukhus i Jönköping 1946, var överläkare vid hjälpverksamheten på Sidsjöns sjukhus 1946–50, överinspektör för sinnessjukvården i riket 1950–53 och överläkare på Sundby sjukhus i Strängnäs från 1953.